# Sefflemotorn

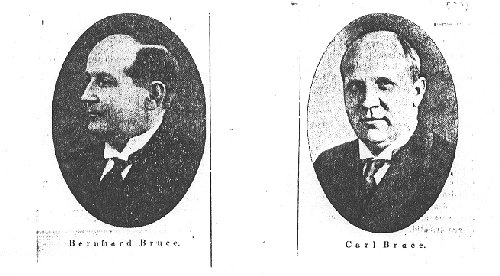
Grundarna Bernhard och Carl Bruce

Sefflemotorn var ett svenskt varumärke för tändkulemotorer och semidieslar från företaget AB Seffle Motorverkstad Bröderna Bruce i Säffle.
Carl och Bernhard Bruce inledde 1907 tillverkning av motorer efter att ha återvänt från USA, där de arbetat på diverse motorverkstäder. Den första motorn som tillverkades var en bensindriven fyrtaktsmotor, tillverkad helt för hand. Då de såg att intresse fanns, inledde de tillverkning i ett nedlagt båtbyggeri i Säffle. En ny motor, av tvåtakts tändkulemotortyp producerades. Fördelen med denna motortyp var driftsäkerhet, bland annat därför att den helt saknar elektriskt tändsystem.
År 1912 inleddes export till bland annat Tyskland, och 1919 anlades ett eget gjuteri, som 1936 ersattes med ett nytt gjuteri. En egen verkstad byggdes 1928, och då det nya gjuteriet stod klart flyttade man motorverkstaden till det gamla gjuteriet. Företaget tillverkade också granathylsor åt militären under andra världskriget. Under efterkrigsåren exporterades motorer över hela världen. De inhemska motorerna användes framför allt i fiskebåtar, där "dunket från en fiskebåt" ofta förknippas med just motorer från Seffle verkstäder.
Motorerna från mitten av 1930-talet var en- eller tvåcylindriga och på 4-140 hk. En stationär motorvariant med gjuten fot, kylsystem och remskiva levererades till industrier världen över. Sefflemotorn blev berömd för sin kvalitet och driftsäkerhet. Märkligt nog var företaget sparsamt med reklam och hade inga vidsträckta patent. Ändå blev motorn lyckosam för företaget.
Senare förnyades tekniken och en ny typ av semidieselmotor, som bygger på samma motortyp, övertog produktionen. Sjöfartsverket beställde en mycket stor motor av Seffle verkstäder för montering i fyrskeppet "Almagrundet". En femcylindrig variant av denna stora motor sitter nu i Bogserbåten Tingvalla i Karlstad.

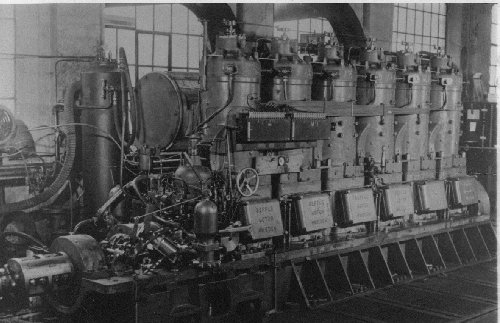
En Sefflemotor

Motortillverkningen övergick senare i produktion av propellrar samt hydraulstyrningsinrättningar till stora fartyg under samma tillverkarnamn. Då produktionen lades ned 1972 på grund av konkurrens av den nu allt driftsäkrare dieselmotorn med jämnare gång, hade över tiotusen Sefflemotorer tillverkats, mestadels tändkulemotorer. Fortfarande var då 7.000 kvar i drift i utanför Sverige.
År 1978 gjorde företaget konkurs, varefter propellertillverkningen och varumärket såldes. Ett nytt företag "Seffle marin ldt" startades av bröderna Bruce för att hålla med reservdelar till tillverkade motorer. 
Diskussioner har förts om att starta nyproduktion av de servicevänliga och driftsäkra motorerna, där bland annat Lunds tekniska högskola deltagit.[när?][källa behövs] Tändkulemotorn är enkel att tillverka och har stor tolerans vid val av bränsle, vilket gör den intressant vid industriprojekt i utvecklingsländer, och även med hänsyn till miljön.